# Relaciones industriales
Las relaciones industriales son la red de normas que gobiernan el centro de trabajo y la colectividad laboral; y la manera en que son formuladas, administradas y alteradas a través del tiempo. Sin embargo, hay varias definiciones según las distintas perspectivas, pero una de las más aceptadas es esta que es de John T. Dunlop según su obra Industrial Relations Systems. Esta perspectiva es conocida como tratadista y desde la misma existe otro autor popular de las relaciones industriales, Flanders, el cual las define como un sistema de normas y, por lo tanto, como el estudio a las instituciones de la reglamentación del trabajo. Ambos son de gran importancia por ser iniciadores de dar unidad teórica y precisión al estudio de las relaciones industriales. Y, de hecho, gran parte de su posición teórica puede llegar a ser considerada irrebatible.
La atención teórica de los tratadistas se concentra principalmente en cómo se contiene y controla el conflicto en las relaciones industriales más que en los procesos a través de los que se generan los desacuerdos y conflictos. Por lo tanto, desde esta perspectiva que define a las relaciones industriales exclusivamente en términos de reglamentación del trabajo, la pregunta de por quién se producen conflictos laborales no puede responderse. Debido a que este enfoque, aunque sea muy influyente, puede caer en la unilateralidad y ser inadecuado. La definición, entonces, en términos de regulación del trabajo debía ampliarse, para tener en cuenta los orígenes del conflicto laboral, además de sus consecuencias.

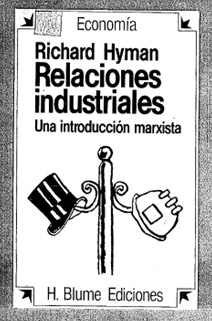
Richard Hyman "Relaciones Industriales: Una introducción Marxista"

Por ello, según Hyman, se redefine a las relaciones industriales: el campo de estudio acerca de los procesos de control en la industria sobre las relaciones de trabajo, pero se pone énfasis a los procesos que se refieren a la organización y acción colectiva de los trabajadores. Asimismo, debemos mencionar, los “procesos de control” incluyen la idea de la reglamentación del trabajo antes mencionada, puesto que estos procesos son las estructuras de poder e intereses de la dinámica económica, tecnológica y política del conjunto de la sociedad, los cuales son factores que inevitablemente configuran el carácter de las relaciones entre empresarios y trabajadores y sus organizaciones.
Desde esta perspectiva, podemos entender que estas relaciones industriales no son rígidas como puede parecer cuando antes se establecía que son “normas”, si no, al contrario, sus “procesos de control” se encuentran en fluidez, en una relación continua y cambiante que no se inmoviliza por una norma formal, estas cambian también con procesos informales de control. Y, por otro lado, este tipo de relaciones se basan en el conflicto, pues chocan los intereses de la industria con los de la sociedad o clase trabajadora, ya que estas están íntimamente implicadas con las tendencias contradictorias en el sistema económico capitalista.
Con todo esto, podemos mencionar, las relaciones industriales abarca las negociaciones, conflictos, acuerdos sobre salarios y sobre la naturaleza de los límites y la manera en que se determinan las condiciones en el lugar de trabajo. Y, además, sus actores principales son: la empresa, el trabajo (incluye por igual a trabajadores y sindicatos) y el gobierno.
Por otra parte, cada perspectiva tiene una visión distinta sobre el papel de la acción colectiva y organización de los trabajadores, pero regresando a la visión de Dunlop, él establecía que la negociación colectiva tiene un papel eje en las relaciones industriales. Y, dicha forma de negociación, también, es considerada por otras perspectivas una de las funciones principales de los sindicatos, junto con la organización de los trabajadores. Por lo tanto, desde estos pensamientos, en las relaciones industriales se necesitan sindicatos u otras asociaciones laborales que realicen estas funciones. O sea, representar en verdad a sus trabajadores y no sean ajenos a los mismos jornaleros con formas de control a la fuerza de trabajo (como el corporativismo, el charrismo sindical, el sindicalismo de protección patronal, entre otros). De ahí deviene la necesidad de un sindicalismo democrático.

### Negociación Colectiva y Conflicto Laboral
Existen dos formas de conflictos: los no organizados (individuales) y los organizados (colectivos). El primero, hace referencia a acciones como el sabotaje individual, la indisciplina, el abandono al trabajo, impuntualidad, baja productividad, entre otras muestras de malestar; las cuales denotan una relación laboral desagradable y estas acciones no llevan a un conflicto laboral. El segundo, hace referencia a la acción colectiva que lleva a un conflicto laboral (dos actores en lucha, la empresa y el sindicato o trabajadores), como la huelga, el sabotaje colectivo, entre otros usos de fuerza o mecanismos de presión de la acción directa. Este segundo caso, tiene la finalidad de llegar a una negociación seria, ya que se necesita una amenaza abierta o implícita de acción colectiva si no se llega a un acuerdo satisfactorio que dé solución a este conflicto laboral o de intereses.
La negociación colectiva, según los teóricos de la regulación, es la gran invención social que ha institucionalizado el conflicto laboral, puesto que esta ha creado un método estable para resolver este tipo de conflicto. Asimismo, argumenta esta perspectiva, que es una relación entre dos partes de “cooperación antagónica” y que esta es la realidad básica de las relaciones industriales.

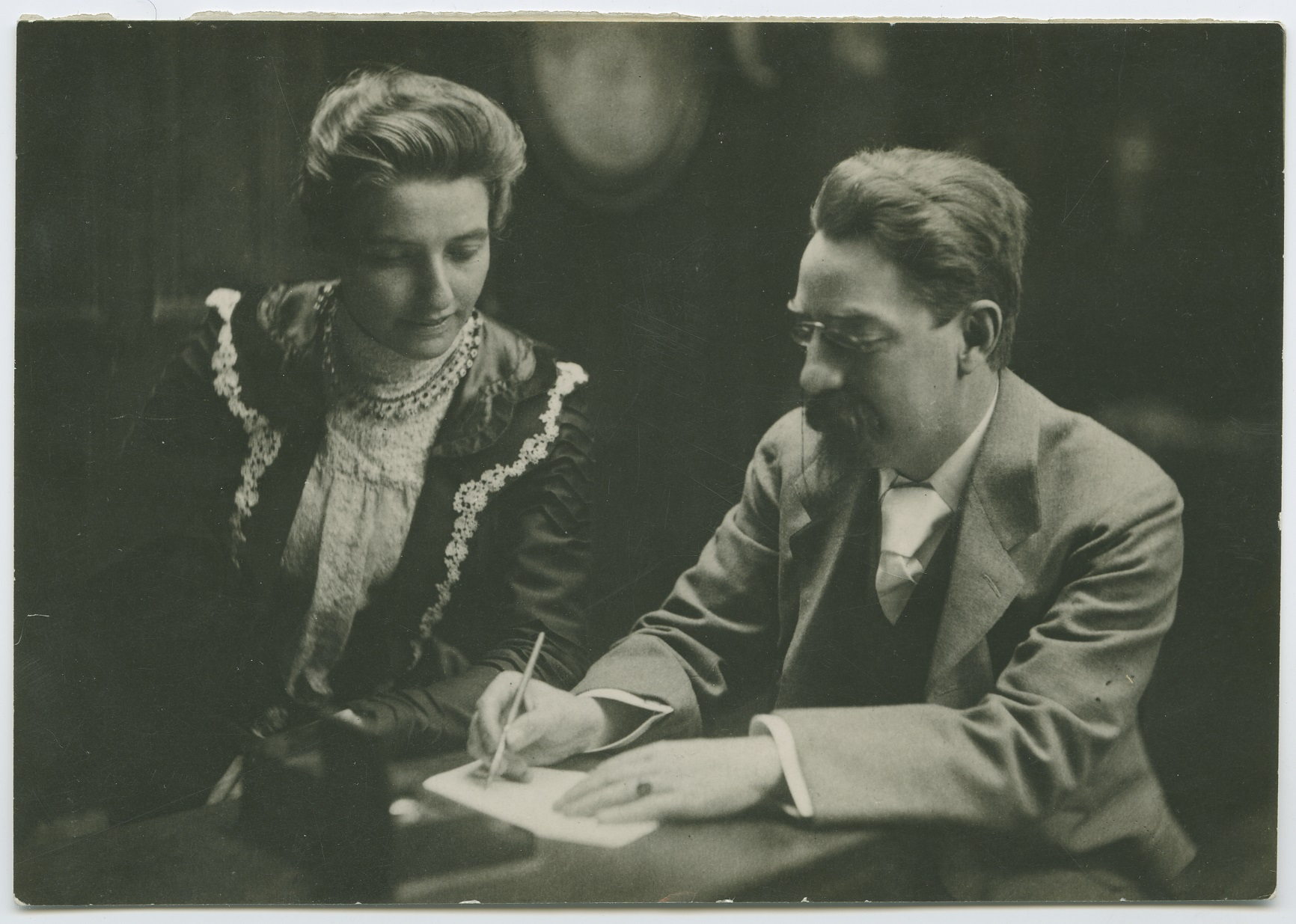
Beatrice y Sidney Webb

Por otro lado, la importancia de esta negociación, según la escuela inglesa de las relaciones laborales, es que la relación entre el Capital y el Trabajo es asimétrica por naturaleza, ya que el primero cuenta con mayor poder (desde el control administrativo y de los medios de producción) para someter al segundo y, por ello, sólo la negociación colectiva es capaz de convertir en iguales a dos desiguales por naturaleza. Por esta razón, la negociación colectiva es, para Sidney y Beatrice Webb, el principio fundamental para la democracia industrial, porque además de los acuerdos entre los trabajadores, es el único mecanismo que posibilita balances de poder entre los trabajadores y el empleador mediante el establecimiento de pactos y normas en el lugar de trabajo.
Por toda esta relación Michel Crozier establece que la función esencial de los sindicatos es la negociación colectiva, la cual específicamente se refiere a la discusión de los salarios, las condiciones de trabajo y cualquier problema que se relacione con los anteriores. Con ello, se obtiene de las discusiones finalmente su producto que es un Contrato Colectivo, el cual su administración, estudio, actualización y renovación serán las funciones permanentes del sindicato.
Dicho contrato es el punto máximo de la creación de reglas comunes o common rules, lo que significa que se han determinado mediante acuerdos entre iguales, los obrero-patronales y de los consensos previos entre los trabajadores. Y, de tales acuerdos en las relaciones industriales, pueden derivar en acciones legislativas que establezca un piso común para una clase precarizada, por ejemplo, así sucedió con la famosa semana de trabajo de 40 horas o la “semana inglesa”. A su vez, estas reglas, en siguiendo la visión de los Webb, desempeñan un papel importante en el desarrollo de la economía, pues estimulan a los empleadores a lograr elevar los niveles industriales y tienen un efecto todavía más importante sobre la eficiencia económica y social de las empresas.

### Relaciones Industriales Autoritarias y democráticas

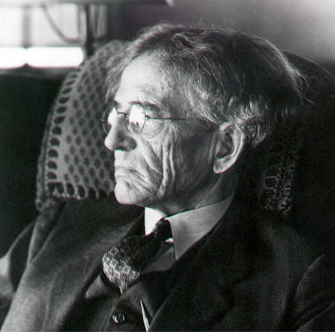
John R. Commons

Para Rogers Commons la negociación colectiva es la acción colectiva de dos lados, esto quiere decir de los trabajadores y de los patrones. La condición para que exista dicha negociación es la bilateralidad, o sea un grado de equilibrio de las relaciones industriales (o laborales) entre trabajadores y patrones. Dicho autor, pone énfasis en ambos actores específicos, pues considera que en la negociación colectiva deben de ser “los representantes de los intereses económicos organizados que se encuentran en conflicto, en vez de los políticos o los abogados, acuerdan de manera voluntaria las normas del trabajo de su acción colectiva, que controlará la acción individual”.
Por lo tanto, siguiendo a Commons, esta bilateralidad que se basa en el control mutuo puede adquirir un carácter democrático o autoritario. El “control democrático” es el que se deriva de las obligaciones impuestas por igual a cada miembro del lugar de trabajo, sea el supervisor o el obrero. En contraparte, el “control autoritario” es aquel en el que las reglas en el trabajo son determinadas unilateralmente, ya sea sólo por el lado de los patrones o por los trabajadores.
En consecuencia, podemos definir a las relaciones industriales democráticas como las que tienen el “control democrático” o una negociación colectiva real por su bilateralidad. Y, por el contrario, las relaciones industriales autoritarias como las que tienen un “control autoritario” o una simulación de la negociación colectiva y una realidad unilateral.

### Democracia sindical
Este concepto es específico sobre la mecánica del funcionamiento del gobierno interior de los sindicatos, pero es muy discutido y debatido, por ejemplo: se habla de que una de la dimensión fundamental de la democracia sindical es la representación de las y los trabajadores, pero, subraya Stein, lo que hace democrático a un sindicato no son los logros en términos de ganancias de incrementos salariales y condiciones de trabajo, pues no es un indicador de que esté actuando de forma democrática. Es decir, puede parecer que está representando los intereses de las y los trabajadores, pero lo hace de una manera vertical, autoritaria y hasta individual, pues le interesará más la supervivencia del sindicato a cualquier precio. Como puede ser que el líder sindical coopere con un sistema corporativo al darle pequeñas ayudas a sus intereses y que abandone su espíritu combativo y, con ello, la posibilidad de tener más oportunidades para mejorar los intereses de sus representados. Una simulación de negociación colectiva y, por tanto, un sindicalismo no democrático.
Por esta razón, Stein subraya la relevancia de la participación de los miembros en la toma de decisiones, disponer de una institucionalidad democrática, redes de comunicación pública no sólo entre líderes y compromiso con un programa de reformas. Aunque, debemos de concentrarnos en los últimos trabajos sobre la democracia sindical, desde la Teoría crítica de la democracia de Stepan-Norris y Zeitin, ambos concluyen que todo sistema político democrático debe tener al menos 3 elementos:
- Una constitución democrática, lo cual supone entre otros elementos contar con garantías de libertades civiles y políticas fundamentales para sus miembros;

- Una oposición institucionalizada y, por tanto, la libertad de sus miembros para criticar y debatir con los representantes sindicales, así como para organizarse, oponerse y reemplazar representantes a partir de elecciones libres;

- y la participación activa de sus miembros, en términos de un grado amplio de participación de las bases sindicalizadas en el ejercicio del poder dentro del sindicato y en la toma de decisiones que les afecta.[20]

Es importante estos elementos, porque condensa de forma integral varios componentes identificados en la literatura sobre democracia sindical. Además, porque permite dividir en dos categorías este tipo de democracia, por un lado, como un proceso esporádico o intermitente y, por otro lado, como un fenómeno sostenido en el tiempo. La primera se da por las condiciones históricas externas e internas de un sindicato que son contingentes, esporádicas y cambiantes. La segunda, se relaciona a estructuras formales establecidas.

### México y las relaciones industriales
La historia de México está llena de luchas de movimientos sindicales y obreros hasta antes de ciertas restricciones jurídicas en la década de 1920 del régimen posrevolucionario. El problema es que en dichas restricciones no hubo debates del nivel adecuado de intervención estatal en las relaciones industriales y se aceptaron ciertos controles administrativos sobre la participación obrera en el conflicto laboral o negociación colectiva. Por ejemplo, el procedimiento de registro de representantes sindicales en teoría debía ser algo directo, pero la realidad era que se estaba sujeto a demoras administrativas, arbitrariedades y mecanismos de influencia política, para, finalmente, poder ser reconocidas por las autoridades laborales estatales (Juntas Locales de Conciliación y Arbitraje) o federales (Secretaría del Trabajo y Previsión Social).
La razón se encuentra en que se quería beneficiar a una sola central obrera, la Confederación Regional Obrera Mexicana (CROM), la cual fungiera en el papel de un sindicalismo oficialista, o sea aquel que tiene el apoyo del gobierno y que, por lo mismo, funciona como una extensión o correa de transmisión gubernamental sobre los trabajadores. Asimismo, esta central se convertiría en el tipo ideal de sindicalismo para la oligarquía económica política mexicana, puesto que tenía un carácter: dócil, moderado, demagógico y corrompible. Y, al mismo tiempo, estructuralmente permitiría debilitar a la pluralidad sindical en México, marginando a los combativos y dejando sólo a los que se sometan.

Confederación de Trabajadores de México (CTM) logo

Luego, cuando Morones, el secretario general de la CROM, pierde su capital político tras el asesinato de Álvaro Obregón y poco a poco gana más poder Vicente Lombardo Toledano, este último decide formar la Confederación General de Obreros y Campesinos de México (CGOCM) en 1933 y, consecutivamente, con esta unificación del movimiento obrero se constituiría después la Confederación de Trabajadores de México (CTM) en 1936. La CTM, entonces, logra consolidar su predominio político en el movimiento obrero y, por lo tanto, volverse el principal beneficiario de apoyos legales, económicos y políticos por parte del Estado a principios de la década de 1950. Esto quiere decir que la central en los años siguientes monopolizó la representación sindical.
Además de las centrales oficiales, jugó un papel importante el fenómeno del charrismo sindical, este tiene origen en el Sindicato de Trabajadores Ferrocarrileros de la República Mexicana en 1948, en tiempos del expresidente Miguel Alemán Valdés y consistió en la imposición de un dirigente sindical desde gobierno. Pero, María Xelhuantzi lo define específicamente: “Dícese de los dirigentes sindicales y/o de los sindicatos que están controlados por la empresa y/o por el gobierno, y que en virtud de dicho control se subordinan a los intereses de éstos, anteponiéndolos a los intereses y derechos de los trabajadores en la negociación colectiva y en la organización de los trabajadores, principalmente”.
Ambos fenómenos son importantes, porque en México se generó en sus relaciones industriales un corporativismo, este concepto Phillipe Schmitter lo define como: “un sistema de representación de intereses en el que (...) se ha concedido un deliberado monopolio representativo dentro de sus respectivas categorías a cambio de observar ciertos controles sobre la selección de sus dirigentes y la articulación de sus demandas y apoyos”. Entonces, se establecieron unas relaciones industriales autoritarias, ya que se generaron mecanismos de control político unilateral de patrones y gobierno sobre las y los trabajadores, donde se obstaculizó las movilizaciones de la clase trabajadora; se restringió el pluralismo organizacional en el sector obrero; se limitaron las demandas laborales; y se aplicaban disposiciones jurídicas y prácticas administrativas restrictivas.
Luego, hubo una transformación en los ochenta por los cambios productivos intensos gestantes, entre la flexibilización laboral y cambios tecnológicos como la digitalización, los contratos rígidos de los charros eran un problema. Para esta situación devino un nuevo mecanismo de control unilateral a las relaciones industriales, el sindicalismo de protección patronal, conocidos como “sindicatos fantasmas” o “contratos de protección patronal” que consisten en contratos colectivos de trabajo ocultos a los trabajadores e, incluso, previos a la llegada de los mismos jornaleros.
Actualmente, por estos fenómenos existen muchos sindicatos, pero casi nula negociación colectiva real o conflicto laboral. Incluso, después de la derrota electoral del priismo en el 2000 existió una continuidad del régimen de relaciones Estado-sindicalismo en el sistema de relaciones industriales. En vista de esta situación autoritaria y de simulación de la negociación colectiva, pese a los aumentos significativos de la productividad laboral (riqueza), las últimas tres décadas han presenciado una disminución en el valor real del salario mínimo; un estancamiento prolongado de los ingresos de los trabajadores; una reducción en las oportunidades de empleo en el sector formal de la economía; y un debilitamiento de la influencia sindical sobre las políticas de las relaciones industriales.
Por otro lado, en el contexto actual de después de la transición económica (reformas de liberalización del mercado) y la transición política mexicana (reformas electorales para la liberalización del régimen político), el movimiento obrero organizado ha resultado notablemente debilitado, en particular aquellos sindicatos que reivindican su autonomía y la democracia sindical como forma de gobierno. Sin embargo, paradójicamente, la democracia sindical existe en ciertos sectores a pesar de esta doble transición mexicana, pero también frente a un régimen de relaciones laborales hostil, el cual continúa basándose en un régimen (neo)corporativo y un fuerte control de gobierno. De hecho, Alcalde advierte que los sindicatos democráticos que persisten actualmente son el resultado de tres coyunturas excepcionales y, por tanto, no replicables: las luchas heroicas por la titularidad del Contrato Colectivo; la herencia de sindicatos de empresas paraestatales del modelo viejo corporativo; y un patrón descuidado que no tuvo la pericia de contratar a un buen abogado.

### México y la democracia sindical
Habría que señalar, los dirigentes sindicales aliados con el gobierno han sido los principales beneficiarios de ciertas disposiciones de la Ley Federal del Trabajo (LFT), como las que obstaculizan los cuestionamientos de los trabajadores de base o las que dejan sin regular los mecanismos de elección interna, al no imponer el requerimiento de que los funcionarios sindicales sean elegidos mediante sufragio secreto. Para este tipo de problemáticas que se desarrollan en la parte interna de los sindicatos, como es la cuestión de la representación y participación de los trabajadores, existen dos importantes reformas que impactan sobre la democracia sindical.
Las reformas del 2012 a la LFT eliminaron la posibilidad de incluir en los contratos colectivos de trabajo las cláusulas de exclusión por separación del sindicato y ofrecieron a los trabajadores un acceso más fácil a la información sobre el registro de los sindicatos y contratos colectivos (desde la página Web de la Secretaría del Trabajo). Dichos cambios contribuyeron a la democratización sindical y al aumento potencial del poder de los trabajadores frente a las directivas. Aunque, no se logró el paso más importante que era el voto previo de la asamblea de trabajadores antes de celebrar un contrato colectivo, aquel cambio hubiera cerrado por fin el paso a los contratos de protección patronal.
Sin embargo, aún faltaban objetivos más amplios para democratizar la gobernabilidad de las organizaciones sindicales, puesto que se siguen enfrentando a barreras legales y prácticas como a las restricciones arraigadas en el carácter propio de la democracia pluralista. Asimismo, se necesita que se garanticen los derechos políticos individuales de los ciudadanos (como la libertad de expresión y asociación), lo cual implica que se limite la capacidad del Estado de transformar las relaciones de poder en distintas esferas no gubernamentales. Dicha reforma, entonces, dejó intacto los pilares del viejo modelo de relaciones Estado y sindicato.
En el sexenio actual se estableció la Reforma Laboral del primero de mayo del 2019, donde, entre otras cosas, plantea que los sindicatos con registro federal realicen una adecuación de sus estatutos para establecer la democracia sindical, rendición de cuentas y equidad de género en su interior. Además, establecer que, a través del voto personal, libre, directo y secreto, los trabajadores puedan aprobar o no sus contratos colectivos de trabajo y dirigentes sindicales.